# Walker Evans
Walker Evans (Saint Louis, 3 novembre 1903 – New Haven, 10 aprile 1975) è stato un fotografo statunitense.

## Biografia
Diventò celebre per aver immortalato gli Stati Uniti della crisi economica degli anni trenta. La sua fu una fotografia sociale, documentaria e di denuncia, tanto della condizione umana, quanto di quella strutturale. I suoi soggetti erano spesso i volti della gente, così come le case e i paesaggi in cui abitavano.
Evans studiò in Pennsylvania, Connecticut e Massachusetts, prima di trasferirsi per un anno a Parigi, per poi ritornare negli Stati Uniti e stabilirsi definitivamente a New York per tentare di sfondare nel campo della letteratura.
Nel 1930, dopo vani tentativi di diventare uno scrittore professionista, decise di dedicarsi alla fotografia. Il suo reportage su Cuba (1933) durante la rivolta popolare contro il dittatore Gerardo Machado costituisce a tutt'oggi un eccezionale documento storico.
Nel 1936 iniziò a collaborare invece con James Agee. Quest'ultimo preparò i testi da associare alle foto di Evans nel libro Let Us Now Praise Famous Men (1941), frutto di un viaggio nel sud rurale degli Stati Uniti e testimone di una profonda e diffusa povertà. A Hale County (Alabama), i due furono presi per agenti sovietici da tre famiglie locali, le cui immagini diventarono l'emblema della Grande depressione. Evans e Agee raggiunsero Hale County per conto della rivista Fortune, che però a suo tempo scelse di non pubblicare la vicenda sulle proprie pagine. Nel settembre 2005, Fortune ha deciso di tornare ad Hale County per visitare le famiglie in occasione del 75º anniversario dalla nascita della rivista.
Tra il 1938 e il 1941 Evans lavorò con Helen Levitt: a questo intervallo di tempo risalgono anche i famosi scatti che compongono i Subway portraits. Con l'aiuto di una fotocamera Contax formato 35 mm nascosta sotto il suo cappotto ed utilizzando una pellicola piuttosto sensibile per quei tempi, Evans scattò una serie di foto nella metropolitana di New York a soggetti inconsapevoli. Il tutto venne pubblicato in un libro dal titolo Many are called nel settembre 1966, e ripubblicato nel 2004 in occasione del centenario della metropolitana newyorkese.
Fu un pioniere della straight photography e della fotografia in bianco e nero, ma non disdegnò l'uso del colore e la sperimentazione artistica.